# Смут

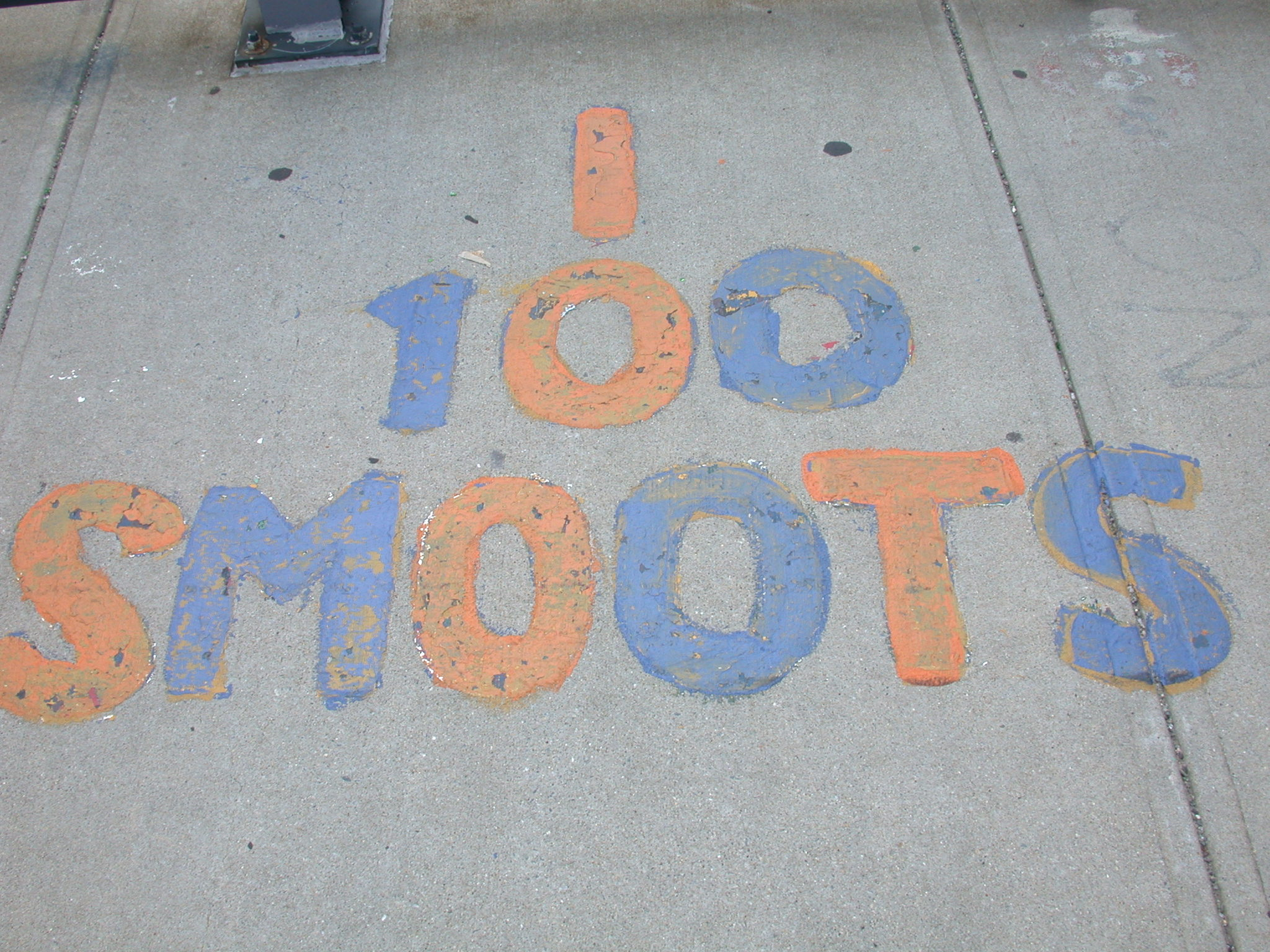
Позначка 100 смутів

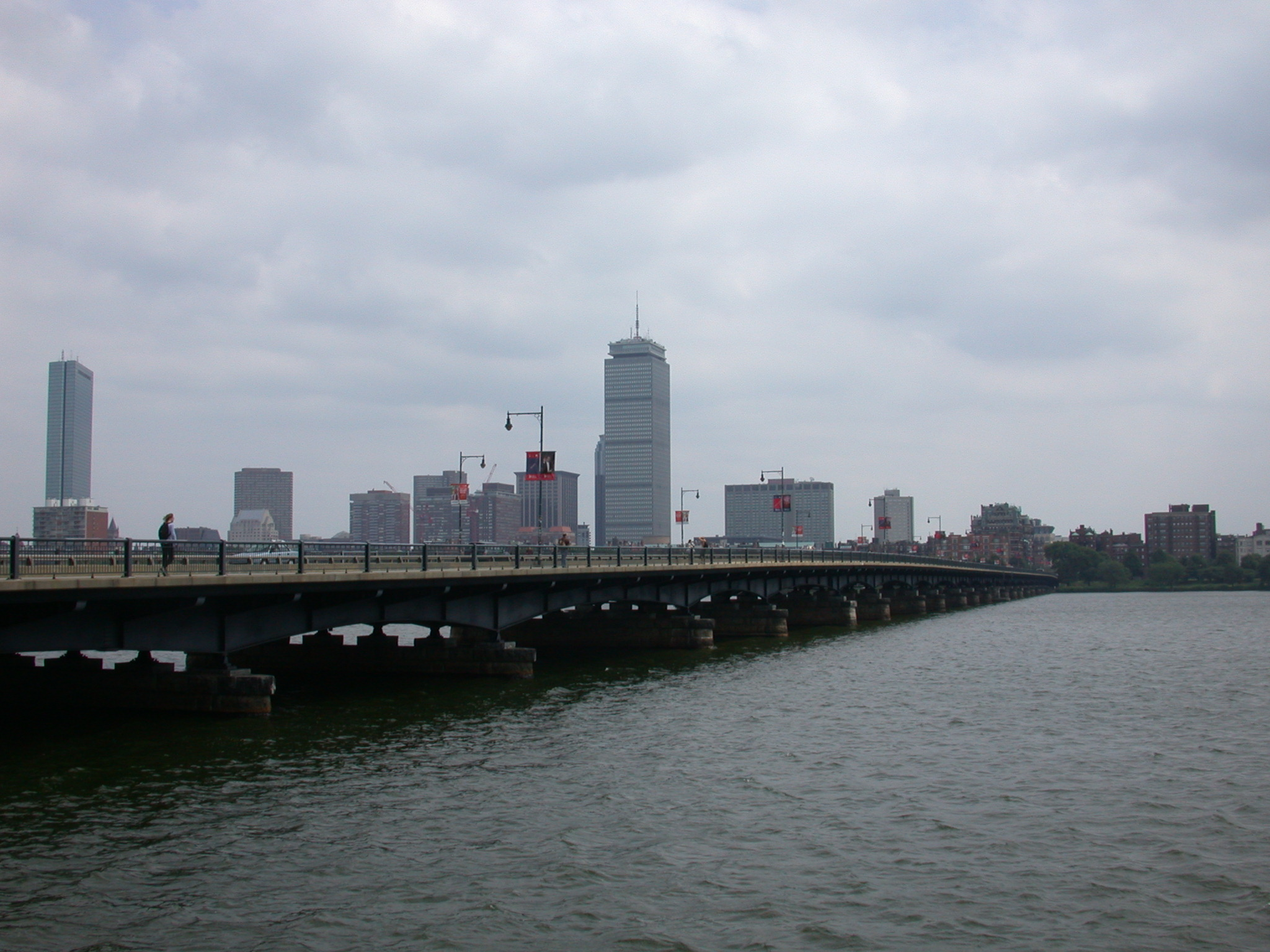
Гарвардський міст в напрямку Бостона

Смут (англ. smoot) — нестандартизована одиниця вимірювання відстані. 1 смут дорівнює 1,7018 м. Назва походить від імені студента, якого використали як засіб вимірювання довжини Гарвардського мосту.

## Поява
Смути з'явилися у Массачусетському технологічному інституті в 1958 році.
Студенти вирішили виміряти довжину Гарвардського мосту, який з'єднує Бостон і Кембридж (Массачусетс), щоб точно знати, скільки ще лишилося йти.
Як засіб вимірювання відстані було вибрано одного зі студентів, Олівера Смута. Його зріст і став дорівнювати одному смуту.
Вимірювання відбувалося наступним чином. Смут лягав на міст, а його товариші відмічали на асфальті його довжину. Потім Олівер вставав, переходив до отриманої позначки й знову лягав, вимірюючи ще раз зріст. Кожні 10 смутів відмічалися червоною фарбою. Незабаром Олівер втомився, але вимірювання тривали. Його тіло просто переносили до нових позначок.
Загальна довжина мосту склала «364,4 смута, плюс-мінус одне вухо».

## Позначки
Щорічно позначки на мосту відновлюються силами першокурсників. Зазвичай позначки ставлять кожні 10 смутів. Однак, є позначки й некратні цьому числу. На відстані 182,2 смута (половина довжини мосту) є позначка із написом «Halfway to Hell» (півшляху до пекла) і стрілка, яка вказує напрямок до інституту.
Позначки 70 смутів нема через наявність позначки 69, поряд з якою зазначено «Heaven» (Рай).

## Цікаві факти
Олівер Смут став президентом Американського національного інституту стандартів, а згодом очолив Міжнародну організацію зі стандартизації.